# Орошхаза
Орошхаза (мађ. Orosháza) град је у Мађарској. Орошхаза је трећи по величини град у оквиру жупаније Бекеш.
Град има 30.356 становника према подацима из 2008. године.

## Географија
Град Орошхаза се налази у југоисточном делу Мађарске. Од првог већег града, Сегедина, град је удаљен око 60 km североисточно. Град се налази у средињшем делу Панонске низије између већих градова Сегедина и Бекешчабе.

## Становништво
По процени из 2017. у граду је живело 27.807 становника.
| 1990.  | 2001.  | 2011.  | 2017.  |
| ------ | ------ | ------ | ------ |
| 34.526 | 31.764 | 29.081 | 27.807 |

## Партнерски градови
- Кареј
- Кусанкоски
- Панђин
- Љанес
- Бајиле Тушнад
- Србобран

## Галерија
- Детаљ из градског језгра
- Евангелистичка црква и биста св. Иштвана
- Градска железничка станица